# Emilie de Ravin

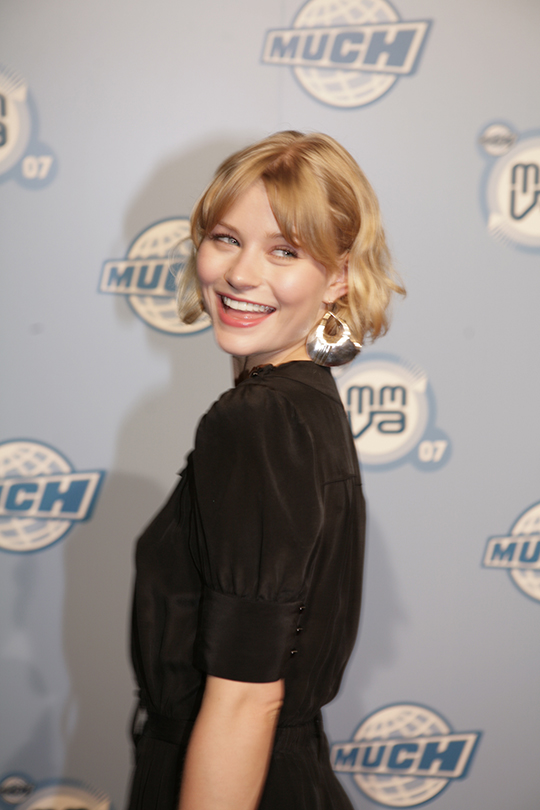
Emilie de Ravin (2007)

Emilie de Ravin (ur. 27 grudnia 1981 w Mount Eliza) – australijska aktorka filmowa i telewizyjna, która wystąpiła m.in. w serialach Roswell: W kręgu tajemnic, Zagubieni i Dawno, dawno temu.

## Życiorys
Od dziewiątego roku życia studiowała balet, w wieku piętnastu lat przyjęto ją do prestiżowej Australijskiej Szkoły Baletu, ale po kilku latach nauki zrezygnowała, by spróbować swych sił jako aktorka. Miesiąc po przeprowadzce do Los Angeles zdobyła rolę jako Tess Harding w popularnym serialu młodzieżowym Roswell. Występowała w serialu telewizyjnym Lost, emitowanym również i w Polsce przez AXN oraz TVP1 pod tytułem Zagubieni. Kreowała postać Claire Littleton. Emilie nie pojawiła się w piątym sezonie serialu. Przerwę w kręceniu wykorzystała bardzo produktywnie, pojawiając się w wielu filmach kinowych i telewizyjnych. Najważniejszym z jej osiągnięć z tego okresu (2008–2009) zdaje się być niewielka rola w Public Enemies, gdzie wystąpiła u boku Johnny’ego Deppa i Christiana Bale’a, oraz główna rola kobieca w dramacie Twój na zawsze, gdzie pojawia się obok takich sław jak Robert Pattinson, Pierce Brosnan, Chris Cooper czy Lena Olin.
Emilie de Ravin wyszła za mąż za Josha Janowicza dnia 28 czerwca 2006 roku. W 2014 roku byli w trakcie rozwodu.

## Filmografia
| Rok         | Serial/film                                                   | Postać                     |
| ----------- | ------------------------------------------------------------- | -------------------------- |
| 1999 – 2002 | Władca zwierząt (BeastMaster)                                 | Demon Curupira (1999–2000) |
| 2000 – 2001 | Roswell: W kręgu tajemnic (Roswell)                           | Tess Harding               |
| 2002        | Carrie                                                        | Chris Hargensen            |
| 2002        | Kryminalne zagadki Miami (CSI: Miami)                         | Venus Robinson (2004)      |
| 2003 – 2004 | The Handler                                                   | Gina                       |
| 2003        | Agenci NCIS (Navy NCIS: Naval Criminal Investigative Service) | Nancy                      |
| 2004 – 2010 | Zagubieni (Lost)                                              | Claire Littleton           |
| 2005        | Lost: The Journey                                             | Claire Littleton           |
| 2005        | Santa's Slay                                                  | Mac                        |
| 2005        | Brick                                                         | Emily                      |
| 2006        | Wzgórza mają oczy (The Hills Have Eyes)                       |                            |
| 2009        | W samo południe (High Noon)                                   | Lt. Phoebe McNamara        |
| 2009        | Ball Don’t Lie                                                | Baby                       |
| 2009        | Wrogowie publiczni (Public Enemies)                           | Anna Patzke                |
| 2009        | Rogue's Gallery                                               | Heirophant                 |
| 2009        | The Perfect Game                                              | Frankie                    |
| 2010        | Twój na zawsze                                                | Ally Craig                 |
| 2010        | The Chameleon                                                 |                            |
| 2010        | Guardians of Ga’Hoole (głos)                                  |                            |
| 2011−2018   | Dawno, dawno temu                                             | Belle/Lacey                |
| 2012        | Miłość i inne kłopoty (fin. Hulluna Saraan)                   | Sara                       |
| 2012        | Americana                                                     | Francesca Soulter          |
| 2015        | The Submarine Kid                                             | Alice                      |
| 2019        | Scorned                                                       | Brooke                     |